# Мішель Ламбер
Мішель Ламбер (фр. Michel Lambert; 1610, Шампіньї-сюр-Вед — 29 червня 1696, Париж) — французький співак і композитор.

## Біографія
Починав в капелі герцога Гастона Орлеанського. Переїхав до Парижа і з 1636 року навчався у співака П'єра де Ніе, пізніше сам давав уроки вокалу. Ламберу протегували впливові люди, в тому числі герцог Орлеанський і його донька мадемуазель де Монпансьє.
В 1640 Ламбер одружився зі співачкою Габріеле Дюпюї (нар. 1641). Їхня донька Мадлен згодом вийшла заміж за Жана Батіста Люллі. Після одруження кар'єра Ламбера була тісно пов'язана з кар'єрою його своячки, знаменитої в той час співачки Іларії Дюпюї (1625—1709).
У 1651 року Ламбер виступив як танцюрист в балеті, даному при королівському дворі. З 1656 року він отримав визнання як композитор, його твори регулярно з'являлися в збірках музичного видавця Балларда. В основному це були арії на вірші Бенсерада і Кіно. Ламбер — один з найбільш плідних вокальних композиторів другої половини XVII сторіччя.
З 1661 року його успадкував від Жана де Камбефора посаду метра камерної музики короля при дворі Людовика XIV. В 1670 Ламбер став капельмейстером, в той же час його зять Люллі отримав пост королівського суперінтенданта камерної музики.
Його діяльність в якості хормейстера і композитора драматичної арії сприяла виникненню французької опери. Його висока репутація як вчителя вокалу визнана численними сучасниками. Тітон дю Тійє давав у своєму будинку в Пюто концерти, на яких Ламбер акомпанував на теорбі.